# (11421) Cardano
(11421) Cardano (1999 LW2) – planetoida z grupy pasa głównego asteroid okrążająca Słońce w ciągu 5,63 lat w średniej odległości 3,16 j.a. Odkryta 10 czerwca 1999 roku.